# محسن قاسمی
محسن قاسمی (بهمن ۱۳۶۹ – ۲۳ دی ۱۴۰۰) کشتی‌گیر فرنگی‌کار و عضو پیشین تیم ملی ایران بود. وی در رقابت‌های قهرمانی آسیا ۲۰۱۱ در تاشکند نشان طلای وزن ۷۴ کیلوگرم را کسب کرد و در سال ۲۰۱۲ نیز توانست با تیم ملی ایران قهرمان مسابقات جام جهانی فرنگی در روسیه شود و مدال طلای این رقابت‌ها را به گردن بیاویزد.
قاسمی در ۲۳ دی ۱۴۰۰ پس از مدت‌ها زندگی نباتی در حالت کما درگذشت.

## زندگی‌نامه
وی در سال ۱۳۶۹ در بروجرد زاده شد. در سال ۱۳۷۹ زیر نظر محسن مرادی کشتی را آغاز کرد. در سال‌های ۱۳۸۱ تا ۱۳۸۴ قهرمان استان لرستان و در سال‌های ۱۳۸۴ تا ۱۳۹۰ قهرمان کشور در رده‌های پایه شد.
وی نخستین بار در سال ۲۰۰۶ در مسابقات آسیایی نوجوانان به میدان رفت و سوم شد و سپس در سال ۲۰۰۸ قهرمان نوجوانان آسیا شد و در سال ۲۰۱۰ نیز در وزن ۶۶ کیلوگرم در هوانگشان چین قهرمان جوانان آسیا شد.
او پس از چند سال حضور در رده‌های پایهٔ تیم ملی ایران به تیم بزرگسالان دعوت شد.
وی در سال ۲۰۱۱ در حالی که هنوز در ردهٔ جوانان کشتی می‌گرفت در ترکیب تیم بزرگسالان به میدان رفت و طلای آسیا را بر گردن آویخت.
محسن قاسمی در حالی که ۲۰ سال بیشتر نداشت موفق به کسب مدال طلای بزرگسالان آسیا در سال ۲۰۱۱ در وزن ۷۴ کیلوگرم شد. در آن زمان کارشناسان از او به عنوان یکی از آینده‌داران کشتی نام می‌بردند، اما دیگر نتوانست این مسیر صعودی را ادامه دهد.
در سال ۲۰۱۲ وی با ایران قهرمان جام جهانی شد و این آخرین باری بود که او با دوبندهٔ تیم ملی روی تشک مبارزه کرد.
وی در اواخر سال ۱۳۹۱ بر اثر سانحه‌ای که با موتورسیکلت رخ داد، پایش شکست و بعد از آن دیگر در رقابت‌های کشتی نتوانست آنطور که باید و شاید ظاهر شود و کم‌کم از سطح اول کشتی فاصله گرفت.
قاسمی بعد از روند روبه رشد و صعودی که داشت خیلی زود با حمایت محمد بنا به تیم ملی بزرگسالان رسید و همان قدر سریع هم گرفتار حاشیه شد و چند سالی را دور از کشتی بود به طوری که کمتر کسی فکر می‌کرد او توان بازگشت به ورزش حرفه‌ای را داشته باشد، اما در اواخر سال ۱۳۹۴ محمد بنا که خودش کاشف این کشتی‌گیر بود و با مربی‌گری او قاسمی قهرمان آسیا شده بود، دوباره این کشتی‌گیر را به اردوی تیم ملی دعوت کرد.
اما این کشتی‌گیر که داعیهٔ قهرمانی در رقابت‌های جهانی و المپیک داشت با توجه به درگیر شدن با مسائل مختلف از جمله درگیری با مواد مخدر و اعتیاد به آن، دیگر نتوانست آمادگی پیشین خود را به‌دست بیاورد و خیلی زود از دنیای ورزش کناره‌گیری کرد.
محسن قاسمی قهرمان پیشین آسیا ۱۰ بهمن ۱۳۹۸ در حالی که برای ترک اعتیاد در یکی از کمپ‌های بروجرد حضور داشت مورد ضرب و شتم قرار گرفت و ضمن آسیب‌دیدگی از ۲۶ ناحیه، به کما رفت و پس از حضور چند روزه در بیمارستان آیت‌الله بروجردی به بیمارستان لاله تهران اعزام شد.
در ۲ اردیبهشت ۱۳۹۹، برادر محسن با اشاره به اینکه به خانوادهٔ آن‌ها گفته شده محسن قاسمی فقط زندگی نباتی دارد، اظهار داشت: «متخصص داخلی بالای سر محسن آمد و گفت جمجمهٔ او خرد شده و امکان خوب شدنش خیلی کم است. گفتند که او در وضعیت زندگی نباتی است. بعد از این حرف با آقای لطفی، پزشک بیمارستان لاله تماس گرفتیم که او گفت: محسن نسبت به محیط و افراد واکنش نشان می‌دهد و این وضعیت زندگی نباتی نیست اما نیاز است که حتماً پزشک متخصص مغز اعصاب او را تحت نظر داشته باشد و از سر او حتماً MRI گرفته شود اما متأسفانه پس از انتقال به بیمارستان جدید، در این یک ماه هیچ عکسی از او گرفته نشده که براساس آن تشخیص داده شود در چه وضعیتی قرار گرفته‌است». در ۳ اردیبهشت ۱۳۹۹، پدر محسن گفت مغز محسن قاسمی کوچک شده‌است و درمان پسرش تقریباً غیرممکن شده‌است!
قاسمی در ۲۳ دی ۱۴۰۰ و پس از مدت‌ها زندگی درحالت کما درگذشت.